# لایکاموبایل
لایکاموبایل (انگلیسی: Lycamobile) شرکت مخابرات بریتانیایی است، که در سال ۲۰۰۶ تأسیس شد.